# Wenling Tan-Monfardini
Wenling Tan-Monfardini (Hunan, 28 oktober 1972) is een in China geboren tafeltennisspeelster die al haar gehele internationale sportloopbaan uitkomt voor Italië. Ze werd in Courmayeur 2003 Europees kampioene in het landentoernooi met de nationale vrouwenploeg. Dat jaar was ze tevens verliezend finaliste in het enkelspel, evenals in Sint-Petersburg 2008 en Stuttgart 2009 in het dubbelspel.

## Sportieve loopbaan
Tan-Monfardini maakte haar internationale (senioren)debuut op het Denemarken Open van 2002, een toernooi in het kader van de ITTF Pro Tour. Hoewel ze op mondiaal niveau nooit potten kon breken, behoorde ze sindsdien in Europa tot de betere speelsters. Zo plaatste ze zich in 2004, 2005, 2007, 2008 en 2009 voor de Europa Top-12, waarop ze in '07 het verst kwam door vijfde te worden.

Op EK's was Tan-Monfardini succesvoller in het najagen van eremetaal. Bij haar eerste deelname in 2003 schopte ze het tot de eindstrijd in zowel het enkelspel- als in het landentoernooi met de Italiaanse ploeg. De finale in laatstgenoemde discipline resulteerde ook daadwerkelijk in een Europese titel, die ze behaalde samen met Nikoleta Stefanova en Laura Negrisoli. In het het individuele toernooi moest Tan-Monfardini de eer laten aan de Roemeense Otilia Bădescu.

De Chinees-Italiaanse moest vervolgens tot 2008 wachten voor ze weer tot een EK-finale door kon dringen. Ditmaal trad ze samen met Nikoleta Stefanova aan in de eindstrijd om de dubbelspeltitel, maar ook deze ging aan haar neus voorbij. Het Hongaarse duo Georgina Pota/Krisztina Tóth ging ditmaal met de titel lopen.
Tan-Monfardini vertegenwoordigde Italië op de Olympische Zomerspelen van 2004 (enkel- en dubbelspel) en 2008 (enkelspel). Ze speelde in clubverband onder meer voor het Italiaanse Sterilgarda TT Castel Goffredo, waarmee ze in 1999, 2000, 2002, 2003, 2004, 2005, en 2008 landskampioen werd. In 2008 werd ze voor het eerst individueel Italiaans kampioen enkelspel.

## Erelijst
Belangrijkste resultaten:
- Europees kampioen 2003 in het landentoernooi met (Italië)
- Verliezend finaliste enkelspel EK 2003
- Verliezend finaliste dubbelspel EK 2008 en 2009 (met Nikoleta Stefanova)
- Vijfde plaats Europa Top-12 2007

ITTF Pro Tour:
Enkelspel:
- Winnares Chili Open 2004
- Verliezend finaliste Servië Open 2006

Dubbelspel:
- Winnares Servië Open 2006 (met Nikoleta Stefanova)
- Verliezend finaliste Chili Open 2004 (met Nikoleta Stefanova)